# 反共文学
反共文学（はんきょうぶんがく）とは、1950年代の台湾で発達した特有の文学形態。戦闘文学とも称す。反共文学は、共産党或いは反中国共産党に主軸を於いた作品に特徴があり、1949年に遷台した国民政府以外に、中国語を母語とする外省人を中心に支持を受けた。

## 概略
反共文学は1950年代の台湾を代表する文学潮流であり、国民政府が設立した中華文芸奨金委員会と軍中文芸奨による文学賞が設けられるなどの発展を見た。1949年に国共内戦に敗北し中国大陸を共産党政府に奪われた国民党政府は、1945年に獲得した台湾を本拠地として、「中国」の正統な政府であること性を強調すると同時に、反共文学を通じて全軍への大陸反攻への理解と共感を獲得することを目的として推奨した。

## 代表作家
反共文学の作家は下記の三群に分類することができる。
軍人作家
軍中文芸賞の受賞により頭角を現し、国民革命軍の思想教育に用いられた。
代表作家 : 朱西甯、司馬中原、段彩華、尼洛
外省人作家
軍中に勤務する外省人作家。元来文筆活動に従事していたが、遷台の原因を共産党の叛乱情況と政権簒奪に求める作品を発表した。
代表作家 : 鄧克保（『異域』）、陳紀瀅（『荻村伝』、『華夏八年』）、張愛玲（『秧歌』）、王藍（『藍与黒』）、姜貴（『旋風』）、潘人木（『蓮漪表妹』）
本省人作家
本省人によるプロパガンダ性の強い作品
代表作家 : 李栄春（『祖国与同胞』）